# Vasili Hamutovski
Vasili Iosifovici Hamutovski (în belarusă Васіль Іосіфавіч Хамутоўскі; n. 30 august 1978, Minsk, RSS Bielorusă, URSS) este un fotbalist din Belarus retras din activitate. Între 2003 și 2006 a jucat pentru FC Steaua București, echipă cu care a câștigat două campionate ale României.

## Cariera
Hamutovski și-a început cariera în 1994, la Zmena Minsk, un club din divizia a treia Belarus. Din 1995, el a jucat în mod regulat, fiind transferat la Ataka-Aura Minsk în 1996. El a ajuns la BATE Borisov în 1998, fiind împrumutat la Zmena-BATE Minsk în același an. El a revenit la BATE din nou în 1999, iar În 2000 a fost retrimis către Tarpeda-MAZ Minsk, înainte de transferul în străinătate pentru prima dată în vara aceluiași an, la echipa germană de SV Waldhof Mannheim, cu care a jucat în Bundesliga. El a petrecut întregul sezon la germani, fiind a doua opțiune de portar și a jucat în doar două meciuri din campionat. 
El a revenit în Rusia pentru a semna cu echipa rusă Dinamo Moscova în 2001, pentru ca de curând să se transfere la Volgar Astrakhan GP pentru începutul sezonului 2002-2003. Cu toate acestea, el a petrecut doar o jumătate de sezon cu echipa înainte de a trece la Metalist Harkiv.
În vara anului 2003, s-a alăturat echipei Steaua București ca un transfer gratuit, semnând un contract valabil până în ianuarie 2007. El a jucat trei sezoane pentru Steaua și a câștigat titlul de două ori, fiind titular în partida cu Valencia din sezonul 2004-2005, din șaisprezecimile Cupei UEFA. La începutul anului 2006, el a părăsit România și sa alăturat clubului FC Tom Tomsk, semnând pentru 2 ani cu rușii.
În ianuarie 2008, Hamutovski a plecat de la FC Carl Zeiss Jena, un club aflat la retrogadare, în vara aceluiași an transferându-se la echipa germană de liga a II-a, FC Augsburg, unde a semnat un contract până la sfârșitul sezonului. El a ajutat echipa în a ajunge în semifinalele Cupei Germaniei, unde a fost eliminată de către Borussia Dortmund.
Timp de doi ani a evoluat în spațiul ex-sovietic, revenind pentru a juca pentru Tavria Simferopol și Amkar Perm.
În martie 2012 a venit înapoi în România, pentru semnarea unui contract pentru trei luni cu Petrolul Ploiești. În 2013, a plecat de la Petrolul dupa ce a apărat în ultimul său meci, finala Cupei României cu CFR Cluj, încheiată 1–0, gol marcat de Jeremy Bokila.